# حفلز
حفلز هي قرية صغيرة تقع جنوب كمبوت وتبعد عنها 15 كيلومتر، ومنطقة كمبوت تبعد عن طبرق بنحو 70 كيلومتر، ومنطقة حفلز هي فرع بلدي تابع لبلدية بئر الأشهب.
تم إنشاء عدة مباني إدارية وخدمية للمنطقة، حيث تم افتتاح سجل مدني ومقار خدمية تابعة للفرع البلدي. 
يعمل سكان المنطقة بالرعي والزراعة وتربية الأغنام والإبل، وهي قرية صغيرة ذات طبيعة شبه صحراوية. وتوجد بالقرية مناطق يعتقد أن لها قيمة أثرية لكنها تعاني الإهمال ولم تكتشف بعد.